# Crônica de uma Morte Anunciada
Crônica de uma Morte Anunciada (título original em espanhol: Crónica de una muerte anunciada) é um livro de Gabriel García Márquez publicado em 1981. A obra conta, na forma de uma reconstrução jornalística, a história do assassinato de Santiago Nasar pelos dois irmãos Vicario.

## Enredo e temas

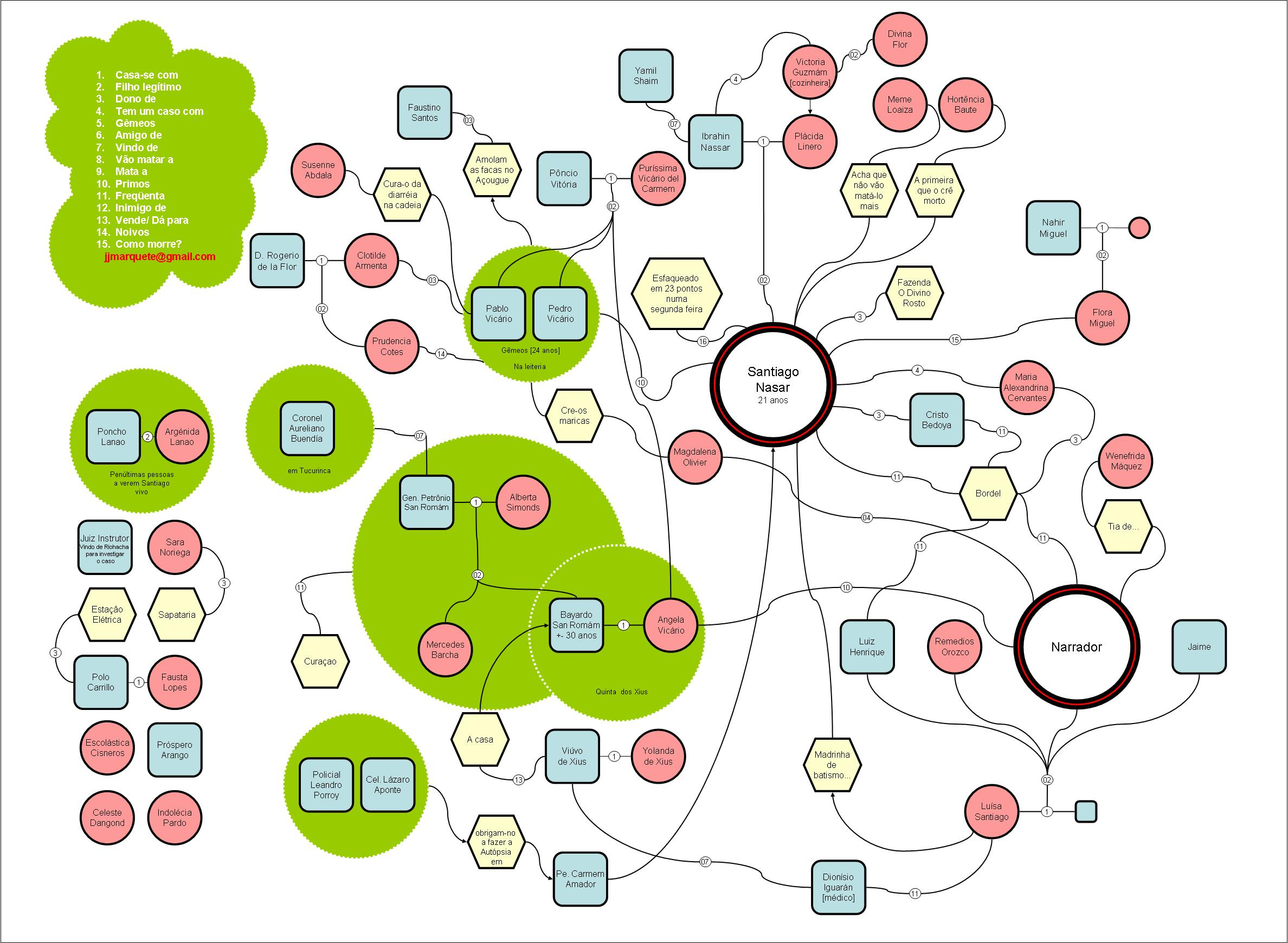
Resumo gráfico de 'Crônica de Uma Morte Anunciada'

O livro é uma narrativa não-linear, contada por um narrador anônimo em forma de rememorações. O livro subverte a tradicional narrativa de detetives ao revelar, logo de início, pontos centrais ao crime: o real foco do livro é o motivo que levou a cidade inteira a deixar que o crime ocorresse, sem tentativas sérias de salvar ou sequer avisar a vítima, apesar de que se soubesse por toda parte que o assassinato viria a acontecer muito em breve.
Começando na manhã da morte de Santiago Nasar, o livro é dividido em um relato dos eventos imediatamente anteriores ao crime, seguido de contexto sobre diversos personagens centrais à trama (Angela Vicario, Bayardo San Román, e os gêmeos Vicario), uma descrição detalhada da autópsia de Santiago Nasar, e finalmente, um relato do crime em si.
Isabel Alvarez-Borland nota a "ficcionalidade consciente" do texto, e o anúncio dessa consciência ao leitor, ao apontar como o personagem principal lê antigos relatórios sobre o crime e se impressiona com suas características literárias, interagindo com as "distrações líricas" desses documentos exatamente como os leitores interagem com a crônica em si.
Para Lois P. Zamora, a crônica é um contraste entre a permanência das narrativas e a impermanência das vidas humanas descritas por elas, como se "as palavras quase compensassem pela perda temporal que narram tão marcadamente".